# Nikolaï Petrovitch Troubetskoï
Cet article concerne le prince russe du XIXe siècle. Pour le linguiste, voir Nikolaï Sergueïevitch Troubetskoï.
 (janvier 2017).
Si vous disposez d'ouvrages ou d'articles de référence ou si vous connaissez des sites web de qualité traitant du thème abordé ici, merci de compléter l'article en donnant les références utiles à sa vérifiabilité et en les liant à la section « Notes et références ».
Le prince Nikolaï Petrovitch Troubetskoï (parfois écrit Troubetzkoï ou Troubetzkoy) (Николай Петрович Трубецкой), né en 1828 et mort en 1900, est un membre de la haute aristocratie russe qui fut le cofondateur du conservatoire de Moscou. 
Il atteignit le rang de conseiller secret et fut nommé chambellan (Hofmeister) de la Cour impériale.

## Biographie
Nikolaï Troubetskoï appartient à la famille princière des Troubetskoï. Il est le fils du général-prince Pierre Ivanovitch Troubetskoï (1798-1871) et de son épouse, née princesse Emilia zu Sayn-Wittgenstein-Berleburg (1801-1869), fille du maréchal-prince zu Wittgenstein. Il est le cousin au troisième degré du décembriste, le prince Serge Troubetskoï (1790-1860). Il occupe pendant de nombreuses années le poste de président de la Société musicale de Moscou et aida la carrière du compositeur Nikolaï Rubinstein, avec lequel il fonde le conservatoire de Moscou en 1866. Il démissionne de la direction en 1876, car il est nommé vice-gouverneur du gouvernement de Kalouga. Il est nommé membre d'honneur de la Société musicale de Moscou par le président de la Société musicale russe impériale, le grand-duc Constantin.
Lorsqu'il n'était pas à Moscou, il demeurait dans son domaine d'Akhtyrka, près de Serguiev Possad.

## Famille
Le prince Nicolas Troubetzkoy est le père d'une nombreuse descendance :
Il épouse en premières noces la comtesse Lioubov Vassilievna Orlova-Denissova (1828-1860), fille de Vassili Orlov-Denissov avec qui il a :
- Sophie (1854-1936), épouse Vladimir Petrovitch Glebov (ru)
- Piotr (ru) ou Pierre (1858-1911), homme politique et propriétaire de domaines viticoles
- Marie (1860-1926), épouse Grigori Ivanovitch Cristi (ru), gouverneur et sénateur

Le prince Nicolas Troubetskoy épouse en secondes noces Sophie Alexeïevna Lopoukhina (1841-1901) dont il a :
- Serge (1862-1905), philosophe
- Eugène (1863-1920), philosophe et juriste
- Antonina (1864-1901), épouse Fiodor Dmitrievitch Samarine
- Élisabeth (1865-1935), épouse Mikhaïl Mikhaïllovitch Ossorguine (ru)
- Olga (1867-1947)
- Maria (1868-1868)
- Varvara (1870-1933), épouse Guénnadi Guénnadiévitch Lermontov
- Alexandra (1872-1925), épouse Mikhaïl Fiodorovitch Tchertkov
- Grigori (de) (1873-1930), futur homme politique et diplomate
- Marina (1877-1924), épouse du prince Nicolas Viktorovitch Gagarine, première présidente de la Société de Scriabine